# Dušan Borković

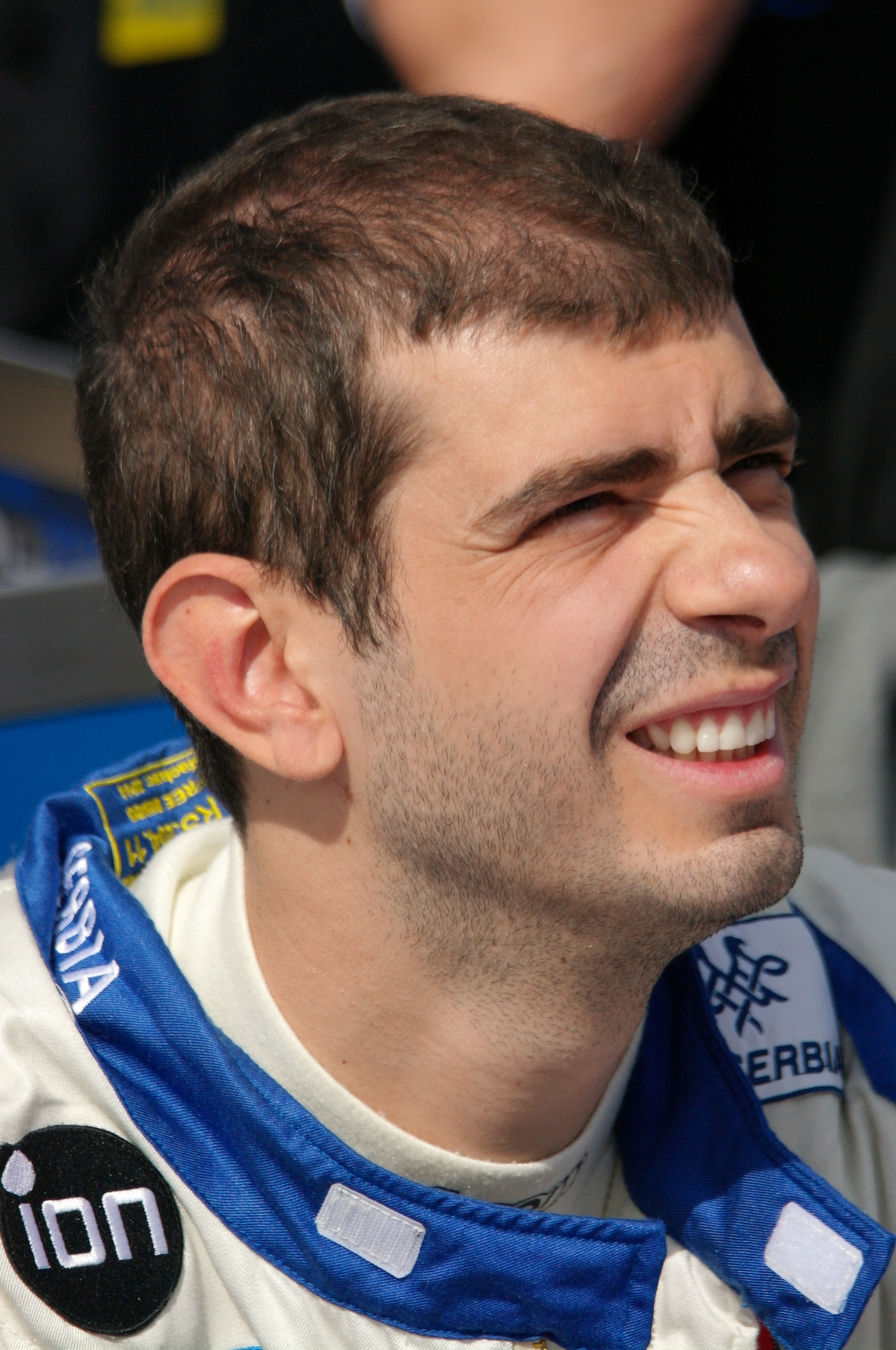
Dušan Borković (2014)

Dušan Duca Borković (serbisch-kyrillisch Душан Борковић; * 16. September 1984 in Pančevo) ist ein serbischer Autorennfahrer. Mit 2,07 m Körpergröße gilt er als größter Rennfahrer der Welt.

## Karriere
Er begann mit einer „klassischen“ Motorsportkarriere im Kartsport und gewann sechs Mal die Jugoslawische Kartmeisterschaft und vier Mal die Serbische. Da er feststellte, dass er von der Körpergröße (2,07 m) nicht in einen Formelwagen passte, machte er Versuche im Winter auf Schnee mit einem Subaru, Impreza entschied sich aber, mit einem Mitsubishi Lancer EVO an Bergrennen teilzunehmen. 2010 gewann er die nationale serbische Bergmeisterschaft, 2011 wurde er in der Europa-Bergmeisterschaft Dritter. 2012 wurde er Europa-Bergmeister der Tourenwagen auf einem Mitsubishi Lancer EVO IX RS der Gruppe N und ist damit der erste Serbe, der diese Meisterschaft gewinnen konnte. 2013 fuhr er im European Touring Car Cup und 2014 in der Tourenwagen-Weltmeisterschaft mit einem Chevrolet Cruze. 2015 wechselte er zum Rennteam Proteam und fuhr einem Honda Civic. 2015 erwog er seine Motorsportlaufbahn zu beenden.